# 한국신용정보원
한국신용정보원(Korea Credit Information Services)은 종전의 은행연합회 등 5개 금융협회 및 보험개발원에서 분산하여 관리하던 신용정보를 보다 안전하게 집중관리하고, 효율적으로 활용하기 위해 '신용정보의 이용 및 보호에 관한 법률'에 따라 2016년 1월에 설립된 종합신용정보집중기관이다.

## 설립 목적
- 신용정보의 집중관리를 통한 신용정보 및 신용정보주체 보호
- 신용정보 활용을 통한 건전한 신용질서의 확립에 기여

| 정관 제2조(목적) |
| 신용정보원은 「신용정보의 이용 및 보호에 관한 법률」(이하 "법"이라 한다)에 의한 종합신용정보집중기관으로서 금융위원회의 허가를 받아 법이 정하는 바에 따라 신용정보의 집중관리 및 활용 등의 업무수행을 통하여 신용정보 및 신용정보주체를 보호하고 신용정보를 활용함으로써 건전한 신용질서의 확립에 기여함을 목적으로 한다. |

## 연혁
- 2015년 4월 24일 통합신용정보집중기관 통합추진위원회 발족
- 2015년 12월 9일 사단법인 한국신용정보원 창립총회 개최
- 2015년 12월 11일 민법상 비영리 사단법인 설립허가
- 2015년 12월 15일 사단법인 한국신용정보원 설립
- 2015년 12월 30일 금융위원회, 종합신용정보집중기관 허가
- 2016년 1월 1일 사단법인 한국신용정보원 출범
- 2016년 8월 31일 금융분야 개인정보 비식별 조치 지원 전문기관 지정

## 주요 업무
- 신용정보의 집중관리 및 활용
- 공공 목적의 조사 및 분석 업무
- 집중관리하는 신용정보를 활용하여 통계작성 및 학술연구 등의 목적을 위하여 특정 신용정보주체를 알아볼 수 있는 형태로 제공하는 업무
- 신용정보 제공·이용자 및 신용정보회사로부터 위탁받은 조사 및 분석 업무
- 신용정보의 이용에 관한 컨설팅 업무
- 신용정보주체 주소변경의 통보대행 업무
- 신용정보와 관련한 교육·홍보·출판 업무
- 기술신용정보를 만들어 내는 데에 필요한 기술에 관한 정보의 수집·조사 및 처리
- 신용정보법 제25조의2 외의 다른 규정에서 정하거나 다른 법령에서 종합신용정보집중기관이 할 수 있도록 정한 업무
- 그밖에 금융위원회가 정하여 고시하는 업무
- 상기 업무에 부수되는 업무

## 조직

### 의결기구
- 총회
- 이사회
- 신용정보집중관리위원회(신용정보집중관리 관련)

### 집행기구(2본부 1센터 5부 5실 31팀)
- 경영전략본부: 경영기획팀, 컴플라이언스팀, 데이터협력팀
- 대외협력실
- 스마트지원부: 인재경영팀, 재무회계팀
- 금융AI데이터센터: AI전략팀, AI융합데이터팀, AI개발팀
- 마이데이터부: 마이데이터 지원 센터(팀), 마이데이터운영팀, 공공데이터팀
- IT본부: IT기획운영팀, IT개발서비스팀, 플랫폼개발서비스팀, IT보안팀
- 기술데이터부: 기술데이터기획팀, 기술데이터DB팀, 기술금융평가팀
- 데이터보호실: 데이터보호총괄팀, 신용평가체계검증팀
- 기업데이터실 : 혁신성장금융팀, 기업금융분석팀
- 신용데이터부: 신용데이터기획팀, 신용데이터품질고도화팀, 신용데이터품질관리팀, 신용데이터서비스팀
- 보험데이터부: 보험데이터기획팀, 보험플랫폼서비스팀, 보험데이터활용지원팀
- 소비자보호실: 소비자서비스팀
- 감사실: 감사팀

## 사원 기관
| KDB산업은행      | NH농협은행   | 신한은행       |
| 우리은행         | SC제일은행   | KEB하나은행    |
| IBK기업은행      | KB국민은행   | 한국씨티은행   |
| SH수협은행       | DGB대구은행  | BNK부산은행    |
| NH투자증권       | 삼성증권     | 한화생명       |
| 삼성생명         | 교보생명     | NH농협생명     |
| 삼성화재         | 현대해상     | KB손해보험     |
| 동부화재         | 삼성카드     | 신한카드       |
| 현대카드         | KB국민카드   | 저축은행중앙회 |
| 농협             | 수협         | MG새마을금고   |
| 신협             | 우정사업본부 | NICE평가정보   |
| 코리아크레딧뷰로 |              |                |